# Вурден
Вурден (нидерл. Woerden) — город и община в Нидерландах, в провинции Утрехт. Стоит на реке Ауде-Рейн. Население — 51.836 жителей (2018).

## История
Когда-то здесь в Ауде-Рейн впадала река Линсхотен. За многие века обе реки много раз меняли свои русла, но в то время они были важными путями сообщения, а в месте их слияния была небольшая возвышенность, что имело важное значение в местности, постоянно затопляемой наводнениями. Именно поэтому римляне возвели здесь в 40-х годах укрепление — Castellum Laurum. В 69 году оно было разрушено в результате батавского восстания, но в 70-м было отстроено вновь, и просуществовало до 402 года.
После ухода римлян упоминания об этих местах исчезают из исторических хроник, и вновь появляются в них после образования Утрехтского княжества-епископства, когда примерно в 1160 году епископ Годфрид ван Ренен построил в Вурдене замок. Вурден стал укреплённым пунктом на границе Утрехтского княжества-епископства и его соперника — графства Голландия.
В 1131—1296 годах в этих местах господствовало семейство Ван Вурден. Изначально они были хранителями епископского замка, но постепенно стали чувствовать себя всё более независимыми властителями. В 1274 году Херман VI ван Вурден и Гейсбрехт IV ван Амстел заключили союз и восстали против епископа Йохана I. В 1278 году Флорис V (граф Голландии) пришёл на помощь ослабленному епископу, и разгромил мятежных сеньоров; Гейсбрехт был брошен в темницу, а Херман отправился в изгнание. В 1281 году Флорис V получил в награду земли мятежных сеньоров, включая Амстердам и Вурден. В 1288 году Флорис вернул Вурденский феод Херману, но уже как вассалу Голландии. Херман, однако, оказался плохим вассалом: в 1296 году он и Герард ван Велзен организовали заговор, схватили графа Флориса и убили его. В итоге Герард был убит, а Херман вновь отправился в изгнание. В 1300 году Жан II д'Авен передал Вурденский феод своему брату Ги д'Авену, на следующий год ставшему епископом Утрехтским. В 1311 году Ги вернул феод своему племяннику, Виллему I, и Вурден, таким образом, остался частью Голландии.
Около 1370 года, когда отношения между Голландией и Утрехтом вновь обострились, бейлиф Виллем ван Налдвейк построил вокруг Вурдена крепостные стены и вырыл ров. В 1372 году, хотя в Вурдене проживало не более 720 человек, Виллем I (герцог Баварии и граф Голландии) даровал ему права города. В 1410 году Иоанн III построил Вурденский замок. 1 ноября 1425 года, во время «войны крючков и трески», Вурден выбрал сторону Филиппа Доброго против Якобы Баварской, и Филипп подтвердил городские права, а также пообещал, что в будущем Вурденский феод никогда не будет отделён от графства Голландия путём дарования его кому-нибудь. Во время правления бургундских герцогов Филиппа Доброго и Карла Смелого Вурден наслаждался миром, и его население к 1477 году утроилось, достигнув 1920 человек.
Карл V в апреле 1522 года ввёл в Нижних землях инквизицию. Одной из первых её жертв стал вурденский проповедник Ян де Баккер, обвинённый в ереси и сожжённый на костре в Гааге 15 сентября 1525 года. Однако вурденские власти толерантно относились к учению Мартина Лютера, что в 1566 году привело к конфронтации городских властей, пытавшихся ввести Аугсбургское исповедание, с Эриком Брауншвейгским, бывшим в то время сеньором Вурдена, который остался верен католичеству.
Впоследствии город, разделяя судьбу страны, не раз подвергался разрушениям и разграблениям иностранными армиями.
В 1989 году община Вурден была передана из провинции Южная Голландия в провинцию Утрехт.

## Население
| Год  | Численность | Численность |
| ---- | ----------- | ----------- |
| 1815 | 2649        | [ 2 ]       |
| 1830 | 3052        | [ 3 ]       |
| 1840 | 4117        | [ 3 ]       |
| 1849 | 4138        | [ 3 ]       |
| 1859 | 4187        | [ 3 ]       |
| 1869 | 4111        | [ 3 ]       |
| 1879 | 4261        | [ 3 ]       |
| 1889 | 4668        | [ 3 ]       |
| 1899 | 5178        | [ 3 ]       |
| 1909 | 5754        | [ 3 ]       |
| 1920 | 6663        | [ 3 ]       |
| 1930 | 7650        | [ 3 ]       |
| 1947 | 10 283      | [ 3 ]       |
| 1960 | 13 707      | [ 3 ]       |
| 1971 | 20 290      | [ 3 ]       |
| 1980 | 24 186      | [ 3 ]       |
| 1990 | 35 003      | [ 3 ]       |
| 2000 | 39 037      | [ 3 ]       |
| 2010 | 49 748      | [ 3 ]       |
| 2015 | 50 631      | [ 4 ]       |
| 2016 | 51 156      |             |
| 2017 | 51 513      | [ 5 ]       |
| 2018 | 51 758      | [ 5 ]       |
| 2019 | 52 197      | [ 5 ]       |
| 2020 | 52 299      | [ 6 ]       |
| 2021 | 52 694      | [ 1 ]       |

## Галерея

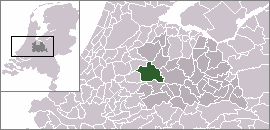
Расположение общины Вурден на карте Нидерландов

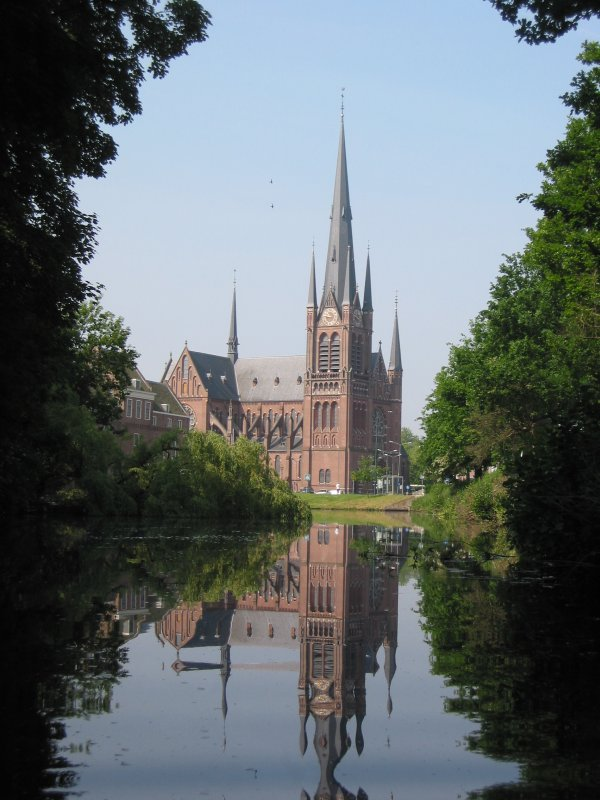
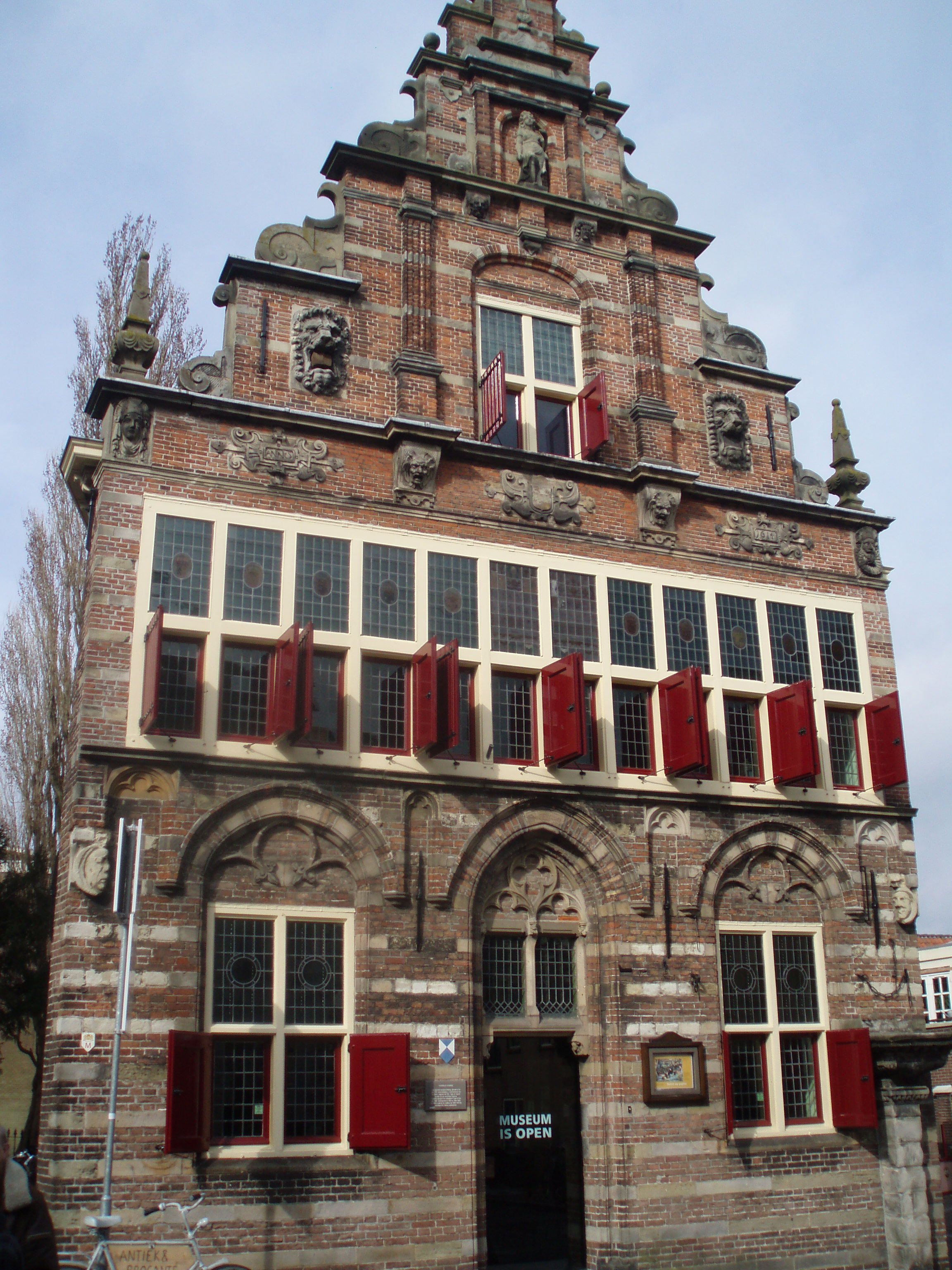
музей города (бывшая ратуша)
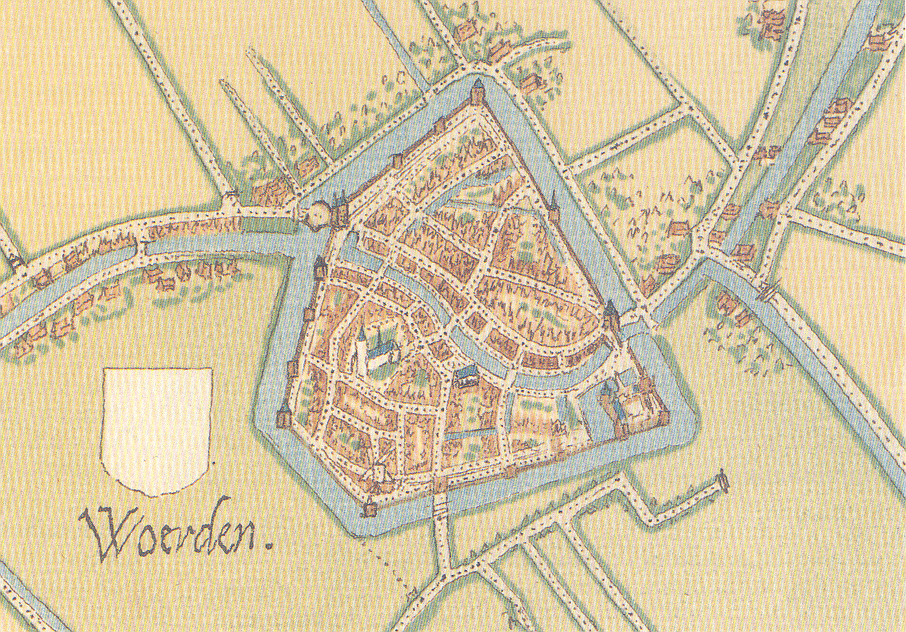
Вурден в 1550 году
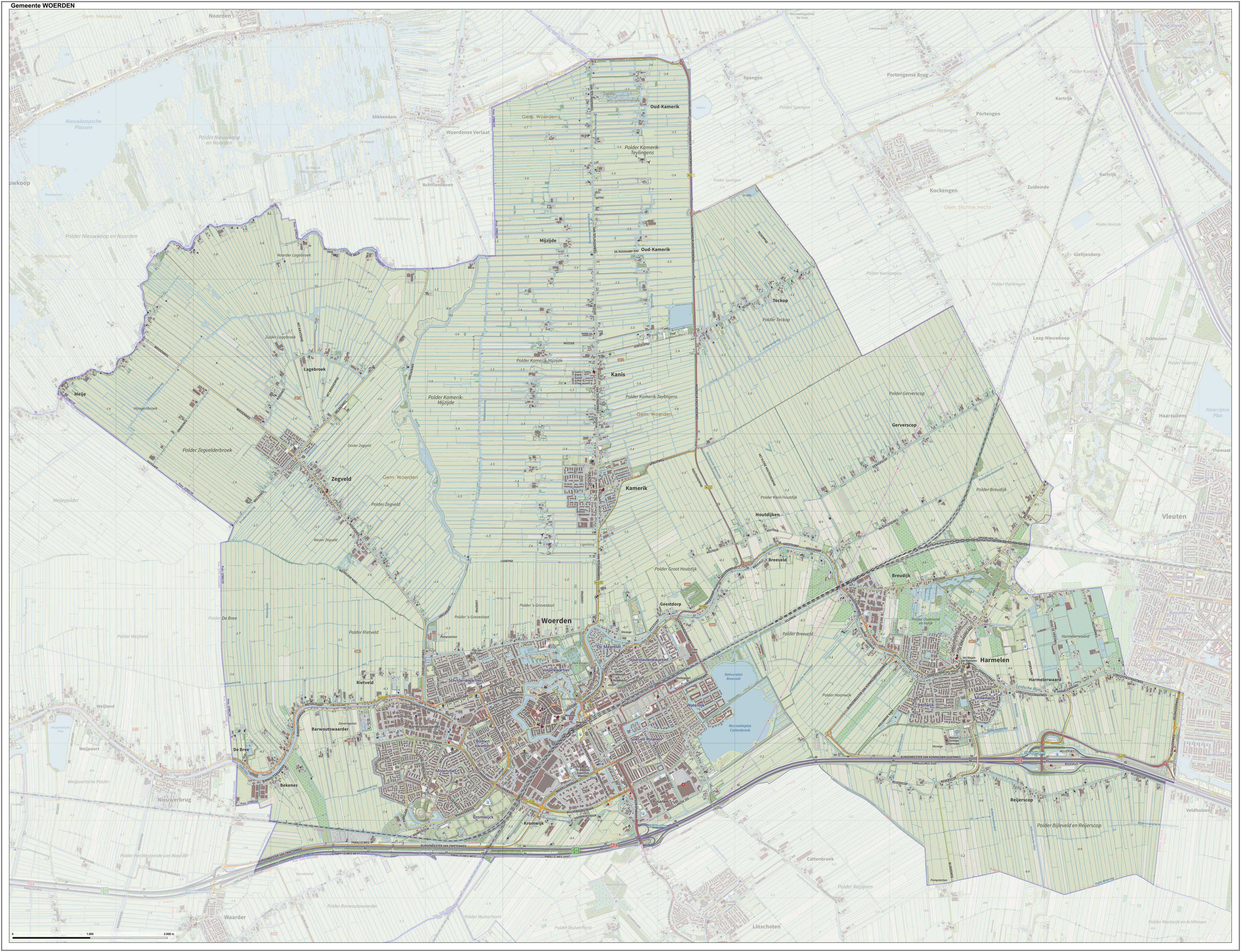
Топографическая карта Вурдена, 30 апреля 2017
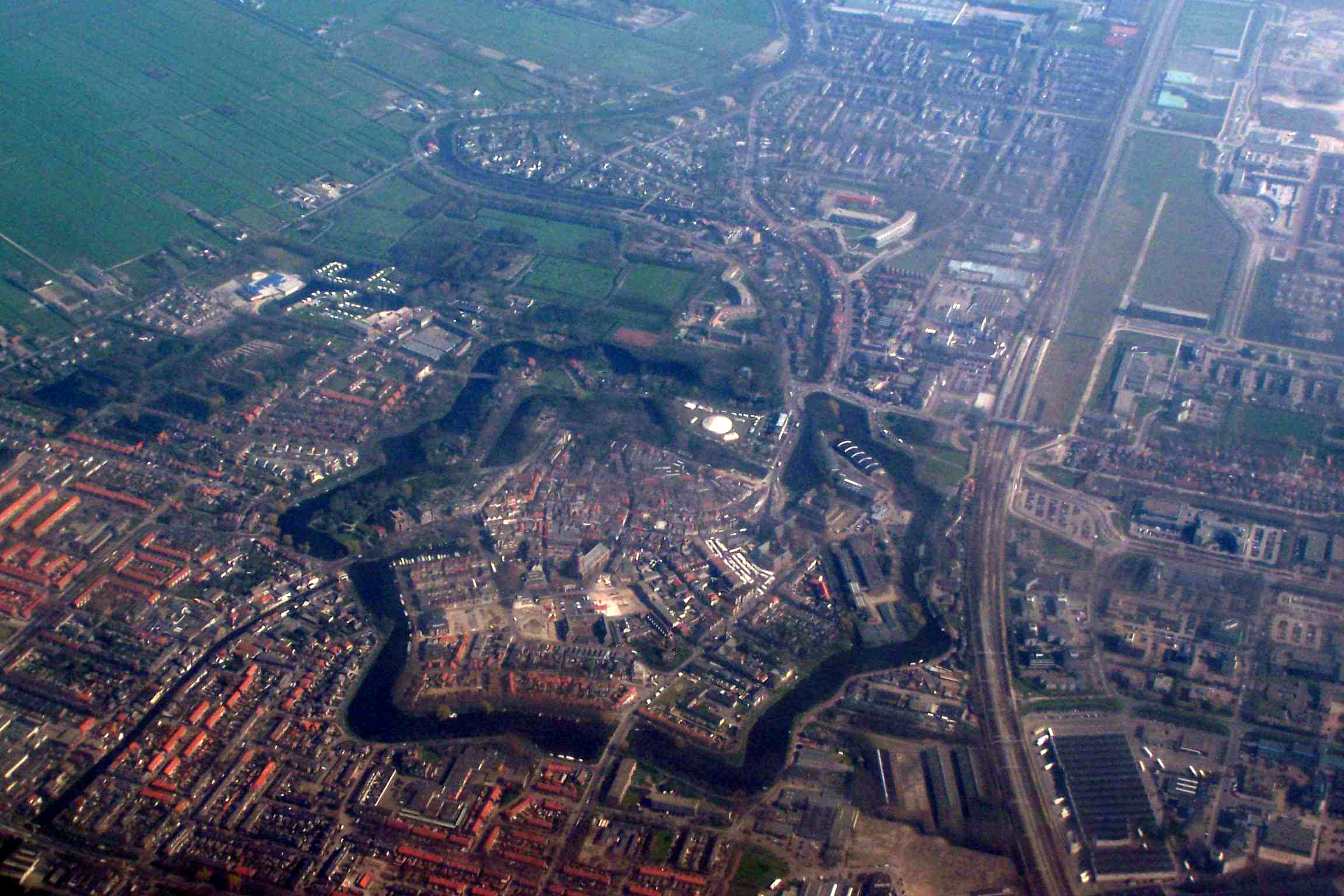
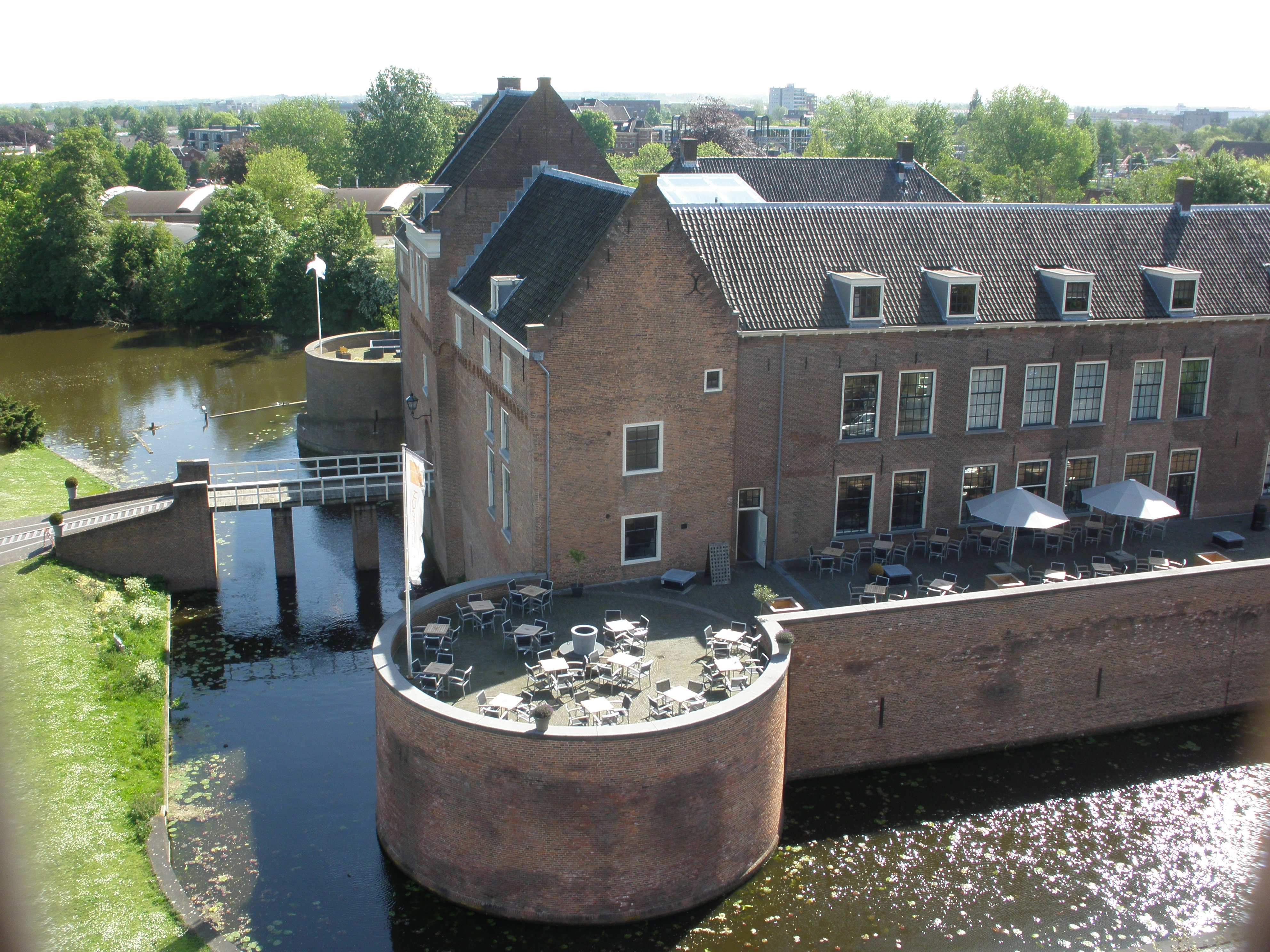
Вурденский замок